# Gösta Almgren

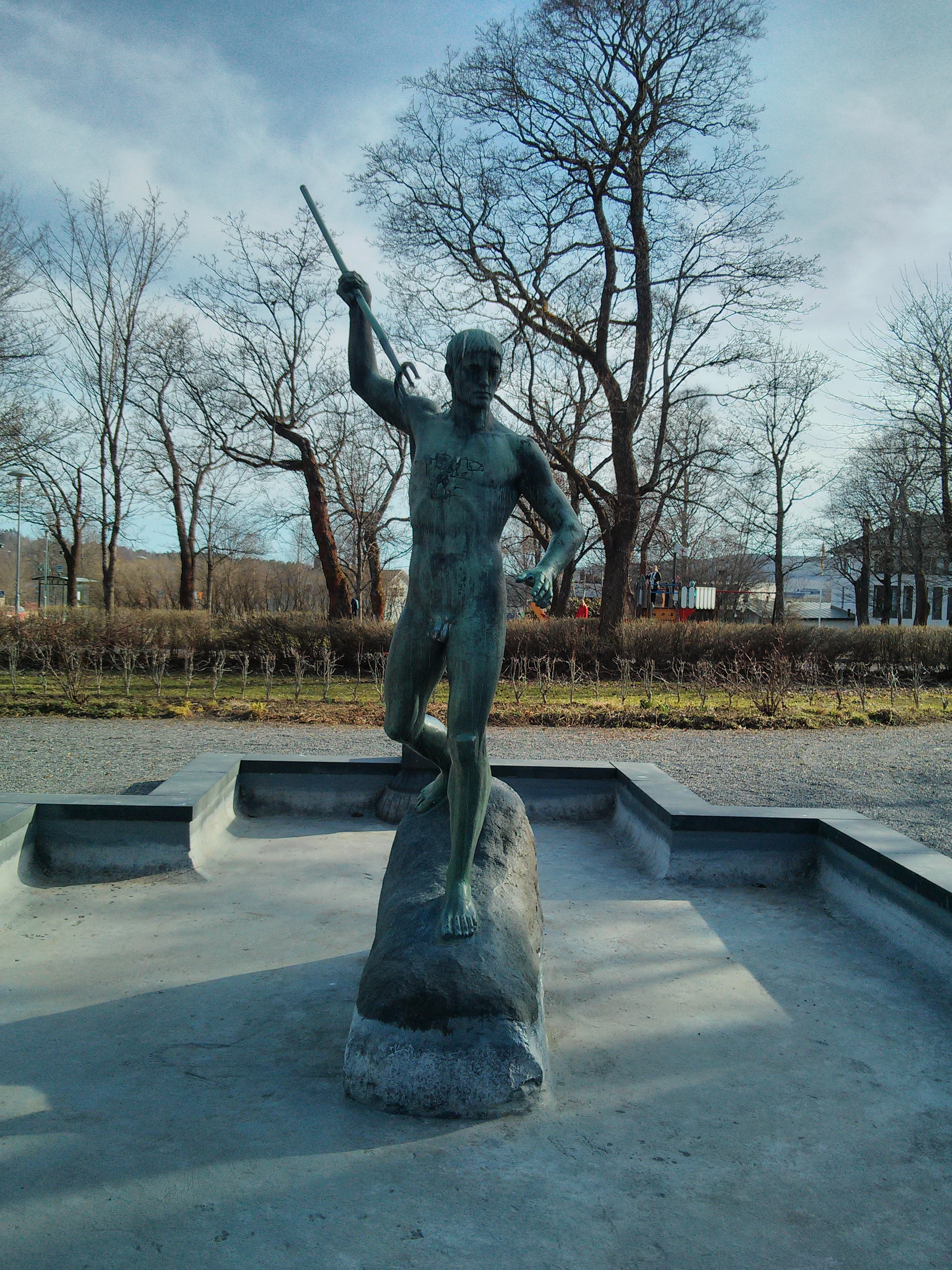
Fiskafänget i Härnösand

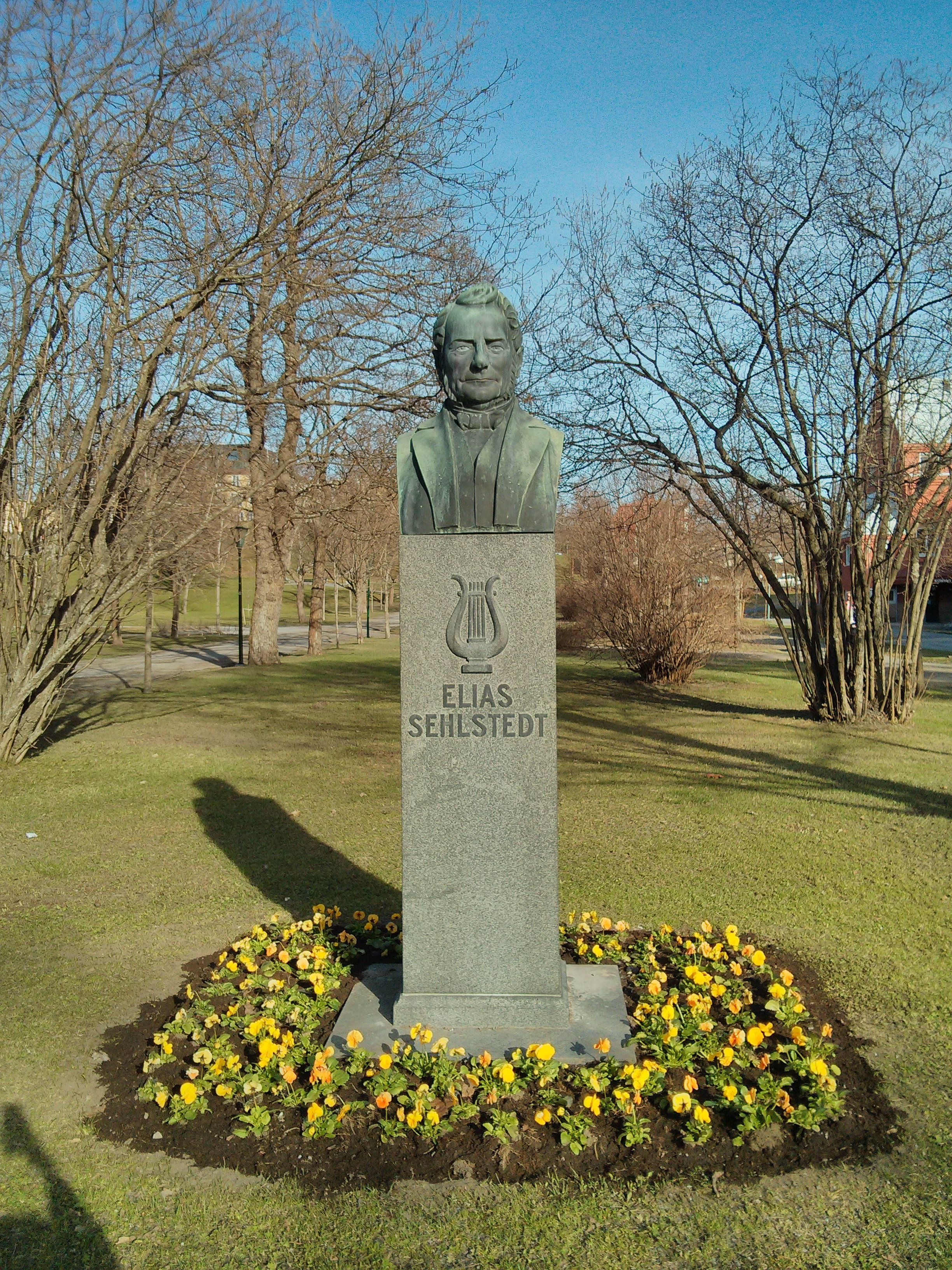
Byst över Elias Sehlstedt i Härnösand

Gösta Eugen Almgren, född 17 oktober 1888 i Söderala församling, Gävleborgs län, död 23 september 1954 i Gustav Vasa församling, Stockholm, var en svensk skulptör.

## Biografi
Gösta Eugen Almgren var son till Anton Almgren och Emma Björklund.
Under åren 1913-1914 studerade Almgren vid Dramatiska Teaterns Dekorationsateljé. Han utbildade sig senare i Paris, Tyskland och Italien, och utförde flera minnesvårdar och porträttbyster.
Han gifte sig med Helga Helena Johansson 1917 och öppnade kort därefter sin ateljé i Stockholm, först en kort tid på Karlbergsvägen och senare på Storgatan där han etablerade sin verksamhet.

## Offentliga verk i urval
- Porträttbyst av Gustav II Adolf i Luleå, 1921
- Porträttbyst av Samuel Gustaf Hermelin i Luleå
- Porträttbyst av Lars Olsson i Vallsta på Naturbruksgymnasiet Nytorp i Arbrå
- Brunnsskulptur i Härnösands stadspark
- Porträttbyst av Elias Sehlstedt i Härnösands stadspark
- Fiskafänget utanför Härnösands domkyrka

- Almgren  finns representerad vid bland annat Nationalmuseum[7] och Moderna museet[8] i Stockholm.